# Tour Défense 2000
La Tour Défense 2000 (anteriormente conocida como Tour PH3) es un rascacielos situado en el distrito de negocios de La Défense, cerca de París, que con sus 134 metros es el edificio residencial más alto de Francia. Fue construido entre abril de 1971 y noviembre de 1974. Tiene 47 pisos y 370 departamentos para albergar a alrededor de 900 personas. También cuenta con una escuela en la planta baja.

## Galería de imágenes

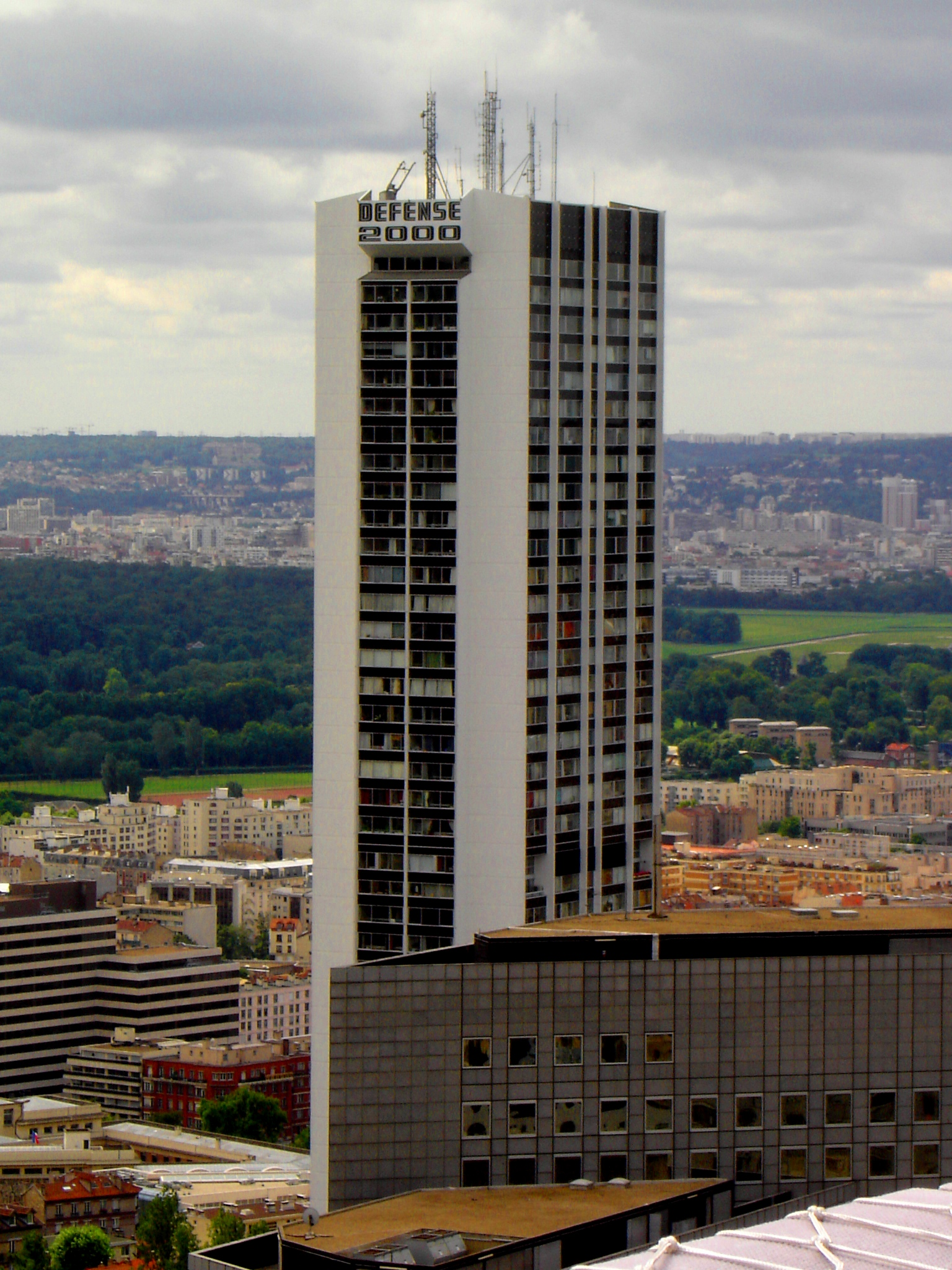
Tour Défense 2000